# イケメン'ズ
イケメン'ズ（ikemen's）は、主に宮城県仙台市を中心に活躍した2人組音楽ユニット。TBCラジオで冠番組『イケメン'ズ スタイル』を担当した他、テレビや雑誌などでも多数紹介されている。

## 概要
2005年に路上ライブでのセッションをきっかけに、宮城県仙台市で結成した。仙台市在住の「洋平」と「よっこ」の2人によるアコースティックユニット。
2014年5月30日、仙台電力ホールでのライブをもって活動終了した。

## メンバー
伊東洋平（いとう ようへい、本名同じ、1981年4月28日 - ）
- イケメン'ズのリーダー。
- 仙台市出身。身長177cm、体重63kg。足のサイズ26.5cm〜27.0cm。A型。
- 「よーへい」「よーちゃん」などの呼び名で親しまれている。
- 東北高校出身でフィギュアスケート金メダリストの荒川静香と同じクラスで席も近かった。2008年12月仙台放送の番組内で初共演した。
- 高校1年の時サッカーでブラジルに留学していた。
- 秋田経法大学ではボクシング部に所属していた。
- 新陳代謝が良い。
- 音楽を始めたきっかけは、CHAGEandASKA・ゆず。
- ギターを始めたのは21歳の時。
- タイプの女性タレントは、戸田恵梨香。

横山真一郎（よこやま しんいちろう、本名同じ、1982年8月8日 - ）
- イケメン'ズのサブリーダー。
- 仙台市出身。身長180cm、体重66kg。足のサイズ27.5cm。A型。
- 「よっこ」などの呼び名で親しまれている。
- 4人姉弟末っ子長男。
- 絶叫マシンが苦手。[1]
- 音楽を始めたきっかけは、19に憧れて。
- ギターを始めたのは16歳の時。
- タイプの女性タレントは、佐々木希。

## ディスコグラフィ

### シングル
|     | リリース      | タイトル     |
| --- | ------------- | ------------ |
| 1st | 2005年5月12日 | あなたにより |
| 2nd | 2006年4月9日  | ストーリー   |

|     | リリース       | タイトル                |
| --- | -------------- | ----------------------- |
| 1st | 2007年1月28日  | 大丈夫                  |
| 2nd | 2007年8月22日  | 50m                     |
| 3rd | 2007年11月21日 | キラキラ                |
| 4th | 2008年12月6日  | 絆                      |
| 5th | 2009年8月5日   | 流れ星を追いかけて      |
| 6th | 2010年2月10日  | Message                 |
| 7th | 2011年10月5日  | 未来/ここにしかないもの |
| 8th | 2012年3月21日  | 飛行機雲                |
| 9th | 2013年3月13日  | 約束のメロディ          |

### アルバム
|     | リリース      | タイトル         |
| --- | ------------- | ---------------- |
| 1st | 2008年3月12日 | オタマジャクシ   |
| 2nd | 2010年6月16日 | HOME             |
| 3rd | 2011年2月9日  | あなたがいたから |
| 4th | 2014年2月19日 | イケメン'ズ      |

### 参加作品
| リリース      | タイトル | 備考                        |
| ------------- | -------- | --------------------------- |
| 2012年5月23日 | 花は咲く | NHK東日本大震災プロジェクト |

## ツアー
- 「オタマジャクシ」レコ発全国ツアー（2008年、全国30ヶ所）)
- 「イケメン'ズ ワンマンライブツアーHOME2011」（2011年、全国5ヶ所10公演）
- 「イケメン'ズ ワンマンライブツアーHOME2012」（2012年、全国6ヶ所7公演）

## タイアップ一覧
- 「フユノホタル」2006年SENDAI光のページェントテーマソング
- 「キラキラ」2007年SENDAI光のページェント公認ソング
- 「ふたり」2008年河北新報テレビCMイメージソング
- 「Message」2008・2009年河北新報テレビCMイメージソング/TBS「崖っぷち〜アラビアンサイトFEVER〜」エンディングテーマ
- 「絆」扇屋商事テレビCMソング/NHK仙台「歳末・海外たすけあい」キャンペーンソング/TUF（テレビユー福島）『もったいなすびのエコひいき！』テーマソング
- 「HOME」宮城県赤十字血液センター・献血CMソング
- 「生まれてきてくれてありがとう」仙台市ガス局CMソング
- 「あなたがいたから」宮城県福祉人材センターイメージソング
- 「Winter Park」仙台放送「Winter Park」CM・テーマソング
- 「イチゴ物語」JA宮城 仙台イチゴCMソング
- 「ここにしかないもの」奥会津温泉郷協議会イメージソング
- 「飛行機雲」扇屋商事60周年テレビCMソング/TBS「エン活」エンディングテーマ
- 「笑顔でいこうよ」スマイルみやぎプロジェクトテーマソング/朝日放送「ごきげん!ブランニュ」2012年6月期エンディングテーマ
- 「さよならじゃなくて」KHB東日本放送「いしナビ」テーマソング
- 「約束のメロディ」扇屋商事60周年テレビCMソング

## 出演

### テレビ
- 「突撃!ナマイキTV」（KHB東日本放送、2012年3月21日）
- 「しゃれおつ部」（仙台放送、2012年7月7日）

### ラジオ
- イケメン'ズの東北かだるラジオ（RADIO3 毎週月曜日23:30～0:00）
- イケメン'ズ☆スタイル（TBCラジオ 毎週土曜日22:30～23:00）
- NHKFM仙台音楽倶楽部（NHK-FM仙台 毎月不定期土曜日16:00〜18:00）

### CM
- 宮城県赤十字血液センター献血CM（2009年）
- 扇屋商事60周年アニバーサリー リレーソング篇（2012年）

### ゲストライブ
- 東北生活文化大学高等学校 生文祭'08（2008年7月6日）
- 名古屋女子大学学園祭（2009年10月11日）
- 東北外国語専門学校学園祭（2009年10月24日）
- 仙台白百合女子大学学園祭（2009年10月25日）
- 仙南青年文化祭in柴田（2010年3月7日）
- 仙台医健＆SCA合同学生主催イベント学園祭（2010年6月12日）
- 明成高等学校学園祭（2010年9月4日）
- 石巻専修大学『石鳳祭』（2010年10月10日）
- 尚絅学院大学尚志祭・中夜祭（2010年10月16日）
- 仙台大学学園祭（2011年10月30日）

## 配信楽曲

### 着うた・着うたフル
- ガタガタ（着うたフル）
- ストーリー（着うたフル）
- 50m（着うたフル）
- ぎゅっと（着うた）
- もし、もし（着うた）
- キラキラ（着うたフル）
- メトロノーム（着うたフル）
- フユノホタル（着うたフル）
- サンドウィッチ（着うたフル）
- シャボン玉（着うたフル）
- ふたり（着うたフル）
- 流れ星を追いかけて（着うたフル）
- HOME（着うたフル）
- 絆（着うたフル）
- ハジマリノウタ（着うたフル）
- 友達ライン（着うたフル）
- 大脳（着うたフル）
- Message（着うたフル）
- 生まれてきてくれてありがとう（着うたフル）
- あなたがいたから〜優しい笑顔を支えたい〜（着うたフル）
- アカネの空（着うたフル）
- Winter Park（着うたフル）
- イチゴ物語（着うたフル）
- 名もなき花（着うたフル）
- 未来（着うたフル）
- ここにしかないもの（着うたフル）
- 飛行機雲（着うたフル）
- 笑顔でいこうよ（着うたフル）
- さよならじゃなくて（着うたフル）
- NHK「明日へ」東日本大震災復興支援ソング花は咲く（着うたフル）